# Барон Монксвелл

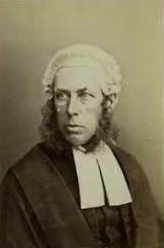
Роберт Порретт Кольер, 1-й барон Монксвелл

Барон Монсквелл из Монсквелла в графстве Девоншир — наследственный титул в системе Пэрства Соединенного Королевства. Он был создан 1 июля 1885 года для адвоката и либеральная политика сэра Роберта Кольера (1817—1886). Он заседал в Палате общин от Плимута (1852—1871), занимал посты судьи-адвоката флота (1859—1863), генерального солиситора Англии и Уэльса (1863—1866) и генерального атторнея Англии и Уэльса (1868—1871). Его старший сын, Роберт Порретт Кольер, 2-й барон Монсквелл (1845—1909), был лордом в ожидании (1892—1895), служил в качестве заместителя военного министра в 1895 году в либеральной администрации лорда Розбери, а также был председателем Совета Лондонского графства (1903—1904). Его внук, 4-й барон Монсквелл (1913—1984), который сменил своего дядю в 1964 году, с 7 апреля 1964 года отрицал своё пэрское звание. Ранее он был членом Совета графства Эссекс.
По состоянию на 2024 год носителем титула является Джеймс Адриан Кольер, 6-й барон Монксвелл (род. 1977) —  сын Джерарда Кольера, 5-го барона Монсквелла (1947—2020), который был преемником своего отца с 1984 года по 2020 год. Ранее 5-й барон был членом городского совета Манчестера от лейбористской партии.
Художник Джон Кольер (1850—1934) был младший сын первого барона Монсквелла. Его сын сэр Лоуренс Кольер (1890—1976), работал британским послом в Норвегии с 1939 по 1950 год.

## Бароны Монксвелл (1885)
- 1885—1886: Роберт Порретт Кольер, 1-й барон Монксвелл (21 июня 1817 — 27 октября 1886), старший сын плимутского торговца Джона Кольера[3];
- 1886—1909: Роберт Кольер, 2-й барон Монксвелл (26 марта 1845 — 22 декабря 1909), старший сын предыдущего[4];
- 1909—1964: Роберт Альфред Хардкастл Кольер, 3-й барон Монксвелл (13 декабря 1875 — 14 января 1964), старший сын предыдущего[5];
- 1964—1984: Уильям Эдриан Ларри Кольер, 4-й барон Монксвелл (25 ноября 1913—1984), старший сын достопочтенного Джерарда Кольера (1878—1923), племянник предыдущего, с 1964 года отрицал своё пэрское звание[6];
- 1984—2020: Джерард Кольер, 5-й барон Монксвелл (28 января 1947 — 12 июля 2020), старший сын предыдущего[7];
- 2020 — настоящее время: Джеймс Адриан Кольер, 6-й барон Монксвелл (род. 29 марта 1977), старший сын предыдущего[8].